# Голод в Українській СРР (1921—1923)
Голод в Украї́ні 1921—1923 — масовий голод у південних областях України в 1921–1923 роках, спричинений посухами 1921–22, повоєнною розрухою, політикою продрозверстки та надмірним вивезенням хліба Радянською Росією за межі УСРР.
1921 року від посухи загинуло 20 % засівів, у тому числі в Миколаївській губернії — 65 %, Катеринославській — 64 %, Запорізькій — 63 %, Одеській — 45 %, Донецькій — 40 %, Кременчуцькій — 19 %. У степових губерніях пашня не повернула навіть засіяного зерна. Серед соціальних чинників голоду вирішальну роль зіграла продрозверстка.

## Причини голоду

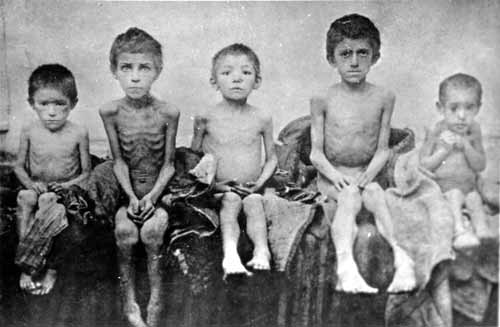
Голодні діти (Бердянськ, 1922)

| «кожний пуд заготовленого хліба забарвлений краплями крові»[2] |
На цьому політичному і насильницькому фоні державного тероризму і розвинувся голод. Його поширенню сприяли також посуха і неврожай, що 1921 року охопили найважливіші зернові регіони Росії — Поволжя, Північний Кавказ, а в Україні її південні степові райони. На півдні України восени 1920, взимку і весною 1921 випало лише 3/4 звичайної норми опадів. Катастрофічне становище було у Катеринославщині, Донеччині, Запоріжжі, Одещині, Миколаївщині і Харківщині. За рахунок північних і правобережних районів, які менше постраждали від неврожаю в Україні було зібрано 300 млн пудів зернових або 30 % врожаю 1916 р.
Протягом багатьох десятиліть у радянських шкільних підручниках стверджувалося, що на початку 20-х років голод охопив лише райони Поволжя. Так оголошувалося тоді і перед західним світом, звідки Ленін і його соратники просили продовольчої допомоги саме в названий регіон. Про те, що такий же голод охопив усю Південну Україну, звідки масово вивозився хліб на Північ Росії і на експорт, Москва мовчала.

## Дії Уряду УНР
Про голод в Україні почав заявляти на весь світ уряд УНР в екзилі вже восени 1921 року. Так, у вересні 1921 року повноважний представник УНР Олександр Шульгин звернувся з проханням про допомогу голодуючому українському населенню до Нансена, а через місяць це питання місія УНР порушила в Парижі.

## Масштаби голоду
На жаль, тоді західний світ так і не перейнявся трагедією українського селянства, страшний голод поширювався далі півднем України. До Катеринославщини, Запоріжжя та Донеччини наприкінці 1921 року додається Миколаївщина та Одещина. І на початку січня 1922 року кількість голодуючих тут сягнула 1 890 000 осіб, у березні — 3 250 000, в червні — 4 103 000. За доповіддю представника Комітету Нансена, акредитованого у Женеві, на півдні України взимку 1922 року голодували 8 000 000 селян.
Охопивши такі величезні простори, голод спричинив до збільшення смертельних випадків. Зокрема, якщо за січень-березень 1922 року в Херсоні народилося 918 осіб, то вмерло — 5405. У чотирьох містах Миколаївщини за цей період з'явилося на світ 1199 осіб, а пішло з нього — 7323.
Представник допоміжної організації Нансена капітан В. Квіслінг, очевидець того голоду, засвідчив у своїй телеграмі в лютому 1922 року, що «в Україні близько 7 мільйонів людей вмирають з голоду в усьому страшному розумінні цих слів». Це, до речі, підкреслював Квіслінг, без інших українських територій, до яких він відносив, у першу чергу, Кубань. А Ф. Нансен на нараді міжнародних допоміжних організацій у Женеві 25-26 січня 1922 року заявив: "Голод в Україні викликаний швидше політичними, а не природними причинами".

Морг. Тіла дітей, які загинули від Голодомору. Миколаївський район Миколаївської області. 1922 р.
Діти - жертви Голодомору. Харківська область. 1923 р.
Діти - жертви Голодомору. Харківська область. 1923 р.

## Дії радянської влади

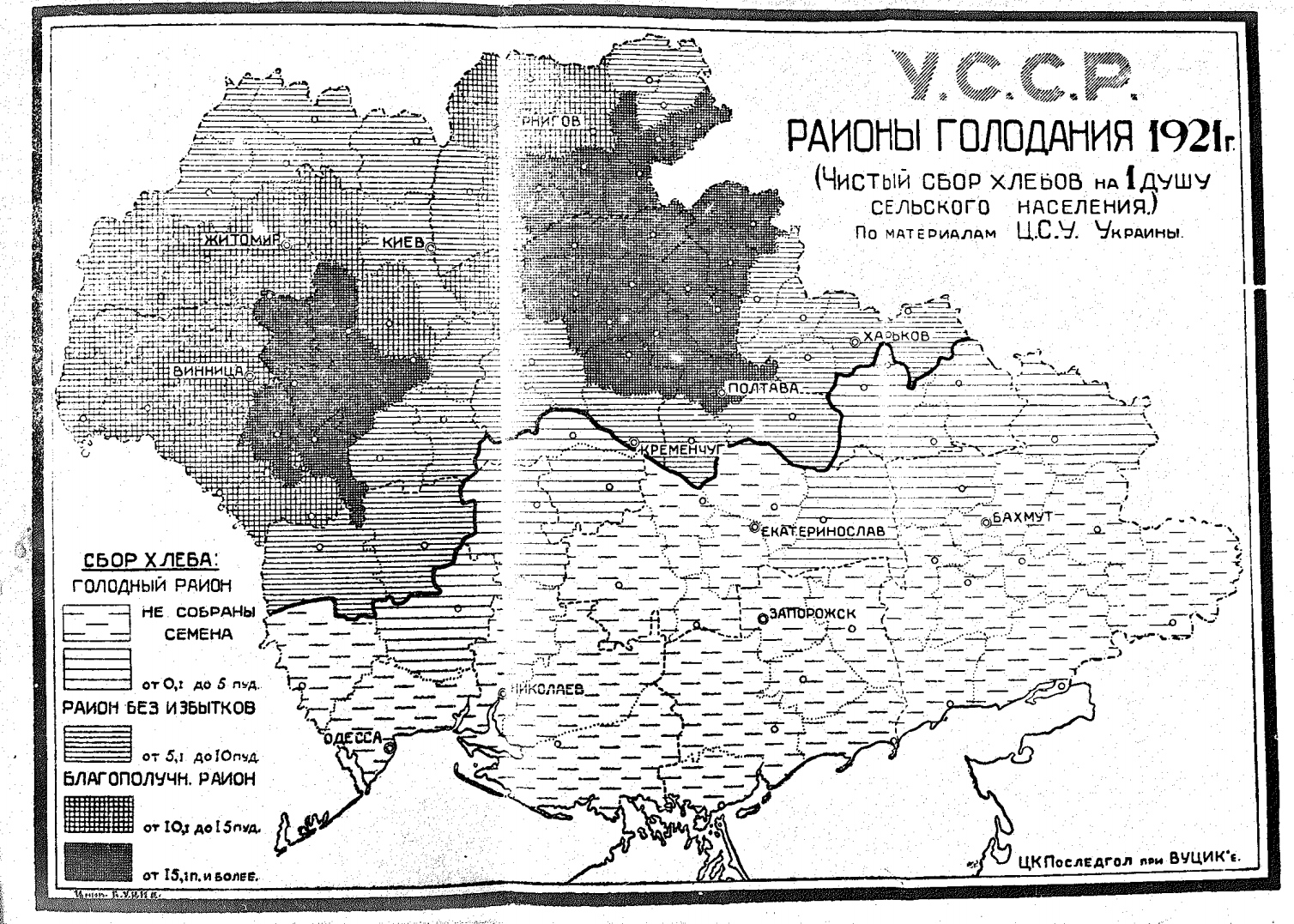
Регіони, уражені голодом, за даними радянської комісії допомоги голодаючим. Важливо, що так звані «райони без надлишків» та «благополучні райони» також мали чимало голодаючих

12 травня 1921 р. Ленін підписав телеграму РНК УСРР до Харкова — з вимогою вжити заходів для відправки впродовж травня 1921 не менше 1 мільйона пудів хліба в центральні губернії РСФРР.
28 червня 1921 року Голова Ради Народних Комісарів сусідньої держави В. Ульянов у телеграмі до Раднаркому (Раковському) та ЦК КП(б)У «пропонував негайно відновити відправку хліба на північ, не менше тридцяти вагонів щодня»
Того ж дня від М. Горького надійшов проєкт «Комісії допомоги голодуючим». В. Ленін запропонував «об'єднати наш і горьковський проєкт». Наступного дня проєкт був розглянутий на засіданні Політбюро ЦК РКП(б) і для протидії членам комітету — громадським діячам М. Кишкіну, О. Кусковій, С. Прокоповичу та ін. була створена комуністична група у Комітеті. Всеросійський комітет допомоги голодуючим був створений 21 липня 1921 року, а вже 27 серпня був за наказом В. Леніна ліквідований: «Прокоповича сьогодні ж заарештувати за звинуваченням у протиурядовій промові <…> і протримати місяців зо три… Решту членів <…> сьогодні ж вислати із Москви, розташувавши по одному у повітових містах по можливості без залізниці, під нагляд». Для дискредитації членів Всеросійського комітету допомоги голодуючим «Газетам дамо директиву: від завтра ж розпочати у сотню способів висміювати „Кукішей“. <…> З усіх сил висміювати їх і травити не рідше одного разу на тиждень протягом двох місяців.»
У липні 1921 року В. Ленін писав (маючи на увазі голод у Росії):
Якщо район, охоплений неврожаєм і голодний, займає територію з 25 мільйонами населення, то чи не слід рядом заходів найреволюційніших взяти саме з цього району молодь до армії в кількості близько 500 тисяч штиків? (і навіть може до 1 мільйона?).

Мета: допомогти населенню до певної міри, бо прохарчуємо частину голодних, і, може, посилками додому хліба допоможемо до певної міри голодним. Це перше. А друге: розташувати ці 1/2 мільйона в Україні, щоб вони допомогли посилити продроботу, будучи сугубо заінтересовані в ній, особливо ясно усвідомлюючи і почуваючи несправедливість ненажерливості багатих селян в Україні.

Урожай в Україні приблизно визначають (Раковський) 550—650 мільйонів пудів. Віднімаючи 150 мільйонів пудів на засів і 300 (15 x 20 = 300) на годівлю сім'ї і худоби, маємо остачу (550—450 = 100; 650—450 = 200) в середньому близько 150 мільйонів пудів. Якщо поставити в Україні армію з голодних губерній, цю остачу можна було б зібрати (податком + товарообмін + окремими реквізиціями з багатих на допомогу голодним) повністю. 
Варто зазначити, що це не єдиний документ, де червоноармійцям РРФСР голова уряду В. Ульянов давав дозвіл відсилати додому продуктові посилки з України. Те ж саме дозволив голова уряду Німеччини А. Гітлер у 1941 році.
Незважаючи на неврожай, 28 липня 1921 Політбюро ЦК КП(б)У надіслало до ЦК РКП(б) телефонограму, в якій гарантувало збір в УСРР 100 млн пудів продподатку, 20 млн пудів помольного податку та 10 млн пудів з товарообміну, а також відправку з цих надходжень 50 млн пудів до Москви та понадпланові надходження з товарообміну. Крім того, 17 млн пудів призначалося виокремити з надходжень продподатку для створення губернських фондів комнезамів.
Українці, що масово поверталися з голодуючого Поволжя, теж спричинилися до розмірів голоду. Так, у повідомленні від того ж 28 липня 1921 Наркомзем УСРР повідомляв, що до переселенського відділу наркомату почали щоденно прибувати ходоки від колишніх переселенців з України, які мешкали в РСФРР, з клопотанням про дозвіл повернутися на батьківщину. За заявами ходаків, виявили бажання на повернення та почали стихійно переселятися 20 тис. українців в Оренбурзькій, 20 тис. в Уфимській та 300 тис. у Самарській губерніях.
Вже 2 серпня 1921 Ленін написав своє «Звернення до селян України» із закликом надати допомогу населенню неврожайного Поволжя, яке виконавці сприйняли як імператив.
Саме в ці страшні місяці 1922 року, коли різко зростає кількість голодуючих на Півдні України (крім корінного етносу там зазнали лиха і німці, болгари, греки, чехи, шведи, молдовани, росіяни), голова Раднаркому УСРР Християн Раковський погрожує англійському міністрові закордонних справ лорду Керзону припиненням поставок українського хліба, якщо Велика Британія не знайде шляхів для примирення з Радянською Росією. І це в той час, коли для голодних дітей Півдня України керівники УСРР випрошують у Американської адміністрації допомоги (АРА) сто тисяч пайків. Ця благодійна організація в межах їй дозволеного намагалася допомогти голодним українцям, хоча постійно перебувала під недремним оком ЧК. Комуністична влада, скориставшись допомогою американців, потім, коли наприкінці 1922 року становище почало поліпшуватися, замість подяки, почала звинувачувати їх у спробі підриву устоїв «влади робітників і селян». Разом з тим, 16 липня 1922 року ВЦВК заборонив до кінця року переселення в межах радянських республік.
Допомагали своїм братам і українці Чехословаччини. Так, 29 липня 1922 року до Мелітопольського повіту УСРР відправлено третій ешелон із продовольством для голодуючих. Із 13 вагонів 2 призначалися для чеських колоністів.
Станом на 1 серпня урядовці звітували, що в Костянтиноградському повіті Полтавської губернії зареєстровано 8 960 голодуючих, серед них — 5 тис. дітей, перспективи врожаю незадовільні — град частково або повністю знищив посіви зернових на площі 67 тис. 329 десятин рілля. План допомоги голодуючим у Запорізькій губернії виконано на 80 % (доставлено 254 вагони з 300 тис. пудами продуктів), у Катеринославській — на 83,2 % (204 вагони з 254 пудами), у Донбасі — на 78,1 % (175 вагонів з 352 пудами), у Миколаївській — на 80 % (136 вагонів), у Криму — на 92,5 % (87 вагонів).
Як усе було насправді, чітку відповідь дають документи. На засіданні Політбюро ЦК КП(б)У слухняно виконують розпорядження члена Наркомпроду РРФСР Мойсея Фрумкіна, коли той вимагав вивозити мільйонами пудів хліб з України, яка сама голодує. До речі, члени Політбюро ЦК КП(б)У, віддавши розпорядження про вивезення хліба з України, протягом тривалого часу навіть не знали, скільки збіжжя вже вивезено за операційний рік. Тільки 10 березня 1922 року Раковський, Мануїльський, Фрунзе, Чубар, Іванов, Косіор ухвалюють рішення про те, щоб «выяснить количество вывезенного в РСФСР хлеба и составить официальный акт».
Коли ж у травні зробили підрахунки, то виявилося: до нового врожаю не вистачає по лінії державного постачання 1 600 000 пудів.
4 серпня 1921 року ЦК КП(б)У розродився рядом постанов. Серед них:
- РНК УСРР поширила на територію УСРР дію постанови РНК РСФРР «Про заборону в'їзду в Україну, Північний Кавказ, Туркестан та Сибір» від 22 липня 1921 р. з метою боротьби з поширенням пошесті холери.
- Політбюро ЦК КП(б)У затвердило директиви по боротьбі з бандитизмом (повстанським селянським рухом). Накреслено систему попереджувальних заходів. По-перше, шляхом залучення до боротьби з бандитизмом незаможних селян та середняків через впровадження інституту п'ятихатних та десятихатних, а також інституту особливих відповідальних осіб, що призначалися за класовою приналежністю, як відповідальні за дотриманням революційного порядку. По-друге, завдяки покладанню в «бандитських» районах [районах селянських повстань] відповідальності за попередження виступів «бандитів» та їх постачання вояками та матеріальними заходами на ті верстви села, які були основною опорою бандитизму («куркульство»).
- ухвалило порушити перед ЦК РКП(б) питання про відправку толстовців, зокрема професора В. Г. Черткова, в Англію для агітації на користь допомоги голодуючим.
- РНК УСРР прийняла декрет «Додаток до декрету про натурподаток». Зважаючи на неврожай у південних повітах та добрий врожай у північно-західних повітах, ухвалено в доповнення до декрету про натуральний податок на хліб, картоплю та олійне насіння, рахуючи 7-й розряд врожайності від 57 до 85 пудів, ввести три нових розряди врожайності, а саме: 8-й розряд — 85-100 пудів, 9-й — 105—115 пудів, 10-й — вище 115 пудів.
- Політбюро ЦК КП(б)У узяло до відома зобов'язання Запорізького губкому КП(б)У та губвиконкому про вивезення 1 млн пудів хліба.
- постанову про кампанію по боротьбі з голодом. Губкомам надано вказівку, що «при проведенні кампанії необхідно розрізняти заклики до боротьби з голодом у Росії від боротьби з неврожаєм в Україні, де допомога місцям, що постраждали від неврожаю, могла бути наданою своїми повітовими або губернським коштами».

6 серпня 1921 р. В. І. Ленін обмінявся телефонограмами з наркомом продовольства УСРР М. Владіміровим у Харкові. Надано вказівку про продаж солі виключно в обмін на хліб і тільки тим селянам, які внесли не менше 1/4 продподатку.
9 серпня РНК УСРР прийняла постанову «Про порядок провозу продуктів по залізницях і водних шляхах», зазначалося, що до складу дозволених до провозу пасажирами 3 пудів продуктів, могли входити: не більше 10 фунтів солі та 5 фунтів цукру.
3 вересня 1921 р. політбюро ЦК КП(б)У прийняло постанову про розміри державного хлібного фонду та кількість хліба, який Україна мала передати РСФРР. Ухвалено пропозицію члена колегії Наркомпроду РСФРР, заступника наркомпроду РСФРР М. І. Фрумкіна встановити кількість хліба, який Україна мала дати Росії мінімум у кількості 30 млн пудів, навіть на шкоду власному постачанню. Запропоновано надати директиву губкомам КП(б)У та губвиконкомам про проведення на з'їздах комнезамів рішення про відрахування на користь голодуючих 50 % із фонду комнезамів.
20 вересня 1921 р. Політбюро ЦК КП(б)У ухвалило план вивозу продовольства для РСФРР у розмірі 57 мільйонів пудів із застереженням, що через два місяці планове завдання мало бути збільшеним. 23 вересня, не маючи важелів впливу на реальний стан справ, РНК УСРР прийняла постанову про оголошення частини України територією державних заготівель по товарообміну та оголосити Чернігівську, Подільську, Полтавську, Київську та Кременчуцьку губернії територією державних заготівель на хліб, збіжжя-фураж та олійне насіння.
Політбюро ЦК КП(б)У ухвалює спеціальне рішення про забезпечення пайками комуністів у голодуючих губерніях. І кошти для цього виділяються з державного бюджету, в який уже оприходувано й цінності з пограбованих церков за підказкою з ЦК. Некомуністам з голодуючих регіонів допомога не надавалася. В той же час керівники компартії організовують для себе санаторії в Німеччині та рахунки в швейцарських банках.
7 чи 8 жовтня 1921 р. Ленін підписав проєкти постанов і постанови Ради праці та оборони від 7 жовтня 1921 про вивіз 57 млн пудів хліба з УСРР.
12 жовтня 1921 р. Політбюро ЦК КП(б)У поширило на територію УСРР всі постанови ЦК РКП(б) про розстріли.
11 листопада 1921 р. в Запорізькій губернії проведено облік голодуючих, за попередніми даними, голодували близько 175 тисяч осіб, населення харчувалося сурогатами, переважно макухою; найбільше постраждали від голоду 7 волостей Запорізького повіту, 5 Мелітопольського, 2 Гуляйпільського. 19 грудня органи влади звітували, що у Верхньодніпровському повіті Одеської губернії голодувало до 35 тис. осіб, а в 11 повітах Катеринославської губернії голодували близько 75 % населення.
7 жовтня 1922 р. в Харкові комісія, відряджена ВУЦВК для обстеження становища у голодуючих місцевостях (голова В. Єрмощенко): становище у голодуючих місцевостях, окрім Одеського повіту, буде скрутнішим, ніж у минулому році. На середину жовтня 1922 р в Катеринославській губернії голодували 200 тисяч осіб, з них — 96 тисяч дітей, 40 тис. селянських господарств потребували насіннєвої допомоги. Чотири повіти благали на негайну допомогу. По спецдонесенню на 15 листопада 1922 року в Донецькій губернії голодували 500 тисяч осіб, з них чверть у Маріупольському повіті, американська адміністрація допомоги працювала виключно у Маріупольському повіті, де годувала 11 тис. дітей; за даними губернської комісії допомоги голодуючим, на голодну смерть була приречена половина голодуючих.
3 січня 1923 року за пропозицією народного комісара закордонних справ СРСР Чичеріна уряд СРСР запропонував радянській пресі та газетам, що одержували субсидії від уряду СРСР, тимчасово, до припинення Лозаннської конференції й повернення Чичеріна з-за кордону, утриматися від публікації звісток про голод на півдні України, Північному Кавказі й у Криму.

## Вшанування пам'яті жертв

### У кінематографі
Голодомор згадується у розмові Якова Черноусова у фільмі «Чорний ворон».